# Partido judicial de San Clemente
El Partido judicial de San Clemente es uno de los 4 partidos judiciales en los que se divide la  la provincia de Cuenca en la comunidad autónoma de Castilla-La Mancha, siendo el partido judicial n.º 4  de la provincia de Cuenca.
El ámbito territorial, que viene regulado por el Real Decreto 529/1983, de 9 de marzo, comprende los municipios de :
La Alberca de Záncara, La Almarcha, Atalaya del Cañavate, Cañada Juncosa, El Cañavate, Casas de Benítez, Casas de Fernando Alonso, Casas de Guijarro, Casas de Haro, Casas de los Pinos, Castillo de Garcimuñoz, La Hinojosa, Honrubia, Las Mesas, Mota del Cuervo, Olivares de Júcar, El Pedernoso, Las Pedroñeras, Pinarejo, Pozoamargo, El Provencio, San Clemente, Santa María de los Llanos, Santa María del Campo Rus, Sisante, Torrubia del Castillo y Vara de Rey.